# Акънджълар (квартал на Истанбул)
„Акънджълар“ (на турски: Akıncılar) е квартал на Истанбул, разположен в околия Гюнгьорен. Общата му площ е 0,26 км2. Според данни на Адресната система за регистриране на населението (ABPRS) към 2023 г. населението на „Акънджълар“ е 19 325 жители.